# Politique étrangère (bande dessinée)
Pour les articles homonymes, voir Politique étrangère (homonymie).
Politique étrangère est une bande dessinée française sortie en 2000.

## Synopsis
Un amnésique se trouve dans un pays où le roi n'a qu'une obsession : se débarrasser de tout étranger.

## Autour de l’album
Ouvrage sous forme de recueil de strips écrits par Lewis Trondheim (sur la base de 100 strips, tout comme Moins d'un quart de seconde pour vivre ou Le pays des trois sourires), tout en déroulant le fil d'une intrigue loufoque, Jochen Gerner attache là son trait le plus minimaliste pour illustrer une fable sur le pouvoir, l'étranger et la justice.

## Adaptation
- Affaire étrangère, opéra comique en un acte et douze tableaux de Valentin Villenave. Conception artistique décors et costumes par Jochen Gerner.